# N23 (Togo)
Die N23 ist eine Fernstraße in Togo, die in Sansanné-Mango an der Ausfahrt der N1 beginnt und an der Grenze nach Ghana endet. In Ghana geht sie in eine nicht nummerierte Straße über. Sie ist 11 Kilometer lang.